# Residue (miniserie televisiva)
Residue è una miniserie televisiva inglese del 2015, a tematica soprannaturale, creata e scritta da John Harrison e totalmente diretta da Alex Garcia Lopez. La serie consiste di tre episodi di 44 minuti ciascuno.

## Trama
Residue tratta di un'investigazione fatta da un poliziotto e una giornalista su un'esplosione di una discoteca londinese e sulla relativa zona di quarantena costruita dal governo (a seguito dell'evento). Man mano che la storia si sviluppa si scopre che in realtà il governo del paese nasconde molte cose sulla vicenda.

## Cast e personaggi principali
- Jennifer Preston, interpretata da Natalia Tena, è una fotoreporter che incomincia a indagare su diverse attività paranormali dopo l'esplosione avvenuta a capodanno[2]
- Jonas Flack, interpretato da Iwan Rheon, è il fidanzato di Jennifer, lavora come portavoce del governo
- Levi Mathis, interpretato da Jamie Draven, è un ufficiale di polizia che soffre di alcolismo e di tossicodipendenza. Sua figlia muore durante l'esplosione e ciò dà vita alla sua volontà di scoprire tutto ciò che il governo sta nascondendo
- Emeril Benedict, interpretato da Danny Webb, malavitoso di alto livello coinvolto nella vicenda
- Willy G, interpretato da Franz Drameh, ragazzo pieno di risorse
- Pierce, interpretato da Adrian Schiller
- Angela Rossi, interpretata da Eleanor Matsuura, è il superiore di Jonas ed è a conoscenza di ciò che sta realmente accadendo nella zona di quarantena ma segue gli ordini di Keller per nascondere la verità
- Dickie Prince, interpretato da Brian Fergunson, malavitoso di basso livello al servizio di Emeril Benedict
- Charlotte, interpretata da Emilia Jones, è una ragazza sopravvissuta all'esplosione che vive nascosta nella zona di quarantena
- Keller, interpretato da Tom Goodman-Hill, oscura persona legata al ministero dell'interno

## Produzione
Il creatore della serie, John Harrison, immaginò la produzione di un'opera fantascientifica e portò la proposta al produttore Charlotte Walls poco dopo aver finito di lavorare al film Book of Blood. Harrison e Walls collaborarono per dar vita alla produzione, che nelle intenzioni originali doveva essere un film. In seguito Walls ottenne i finanziamenti da diverse società per produrre la serie. Il regista britannico Alex Garcia Lopez, noto per il suo lavoro in Misfits, è stato successivamente assunto per dirigere il progetto. L'opera è stata distribuita in un numero limitato di sale nel Regno Unito il 20 marzo 2015. L'opera è stata successivamente proiettata al MIPCOM 2014, dove è stata selezionata da Netflix per essere successivamente pubblicata, a livello internazionale, come miniserie.